# ديلتا (كولومبيا البريطانية)
ديلتا (بالإنجليزية: Delta)‏ هي مدينة كندية تقع في مقاطعة كولومبيا البريطانية. تبلغ مساحة هذه المدينة 183.6984 (كم²)، ويبلغ عدد سكانها 96723 نسمة حسب إحصاء سنة 2006 م، بينما كان يسكنها 96950 نسمة في سنة 2001 م. تحتل هذه المدينة المرتبة رقم 50 بين مدن كندا حسب عدد السكان والمرتبة رقم 9 في المقاطعة. نما عدد السكان في هذه المدينة بنسبة (-0.2) بين العامين المذكورين.

## توأمة
لديلتا (كولومبيا البريطانية) اتفاقيات توأمة مع:
- مانغلور

## أعلام
- ديلان إينسورث
- كايل أورايلي
- آن كوفيل
- مارك موريسون
- إد باترسون

## وصلات خارجية
- الأطلس الحكومي لكندا
- إحصاءات كندا مع ساعة تعداد السكان